# 燃料計

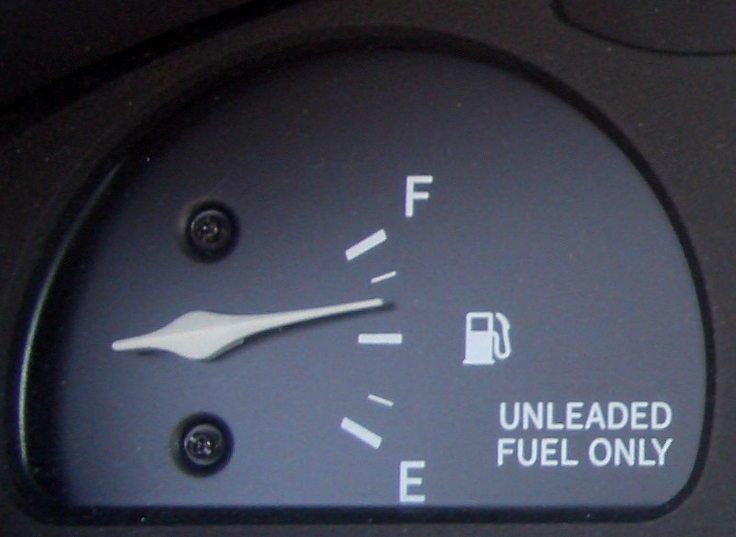
自動車の燃料計。この燃料計には無鉛ガソリン専用である事が記されている

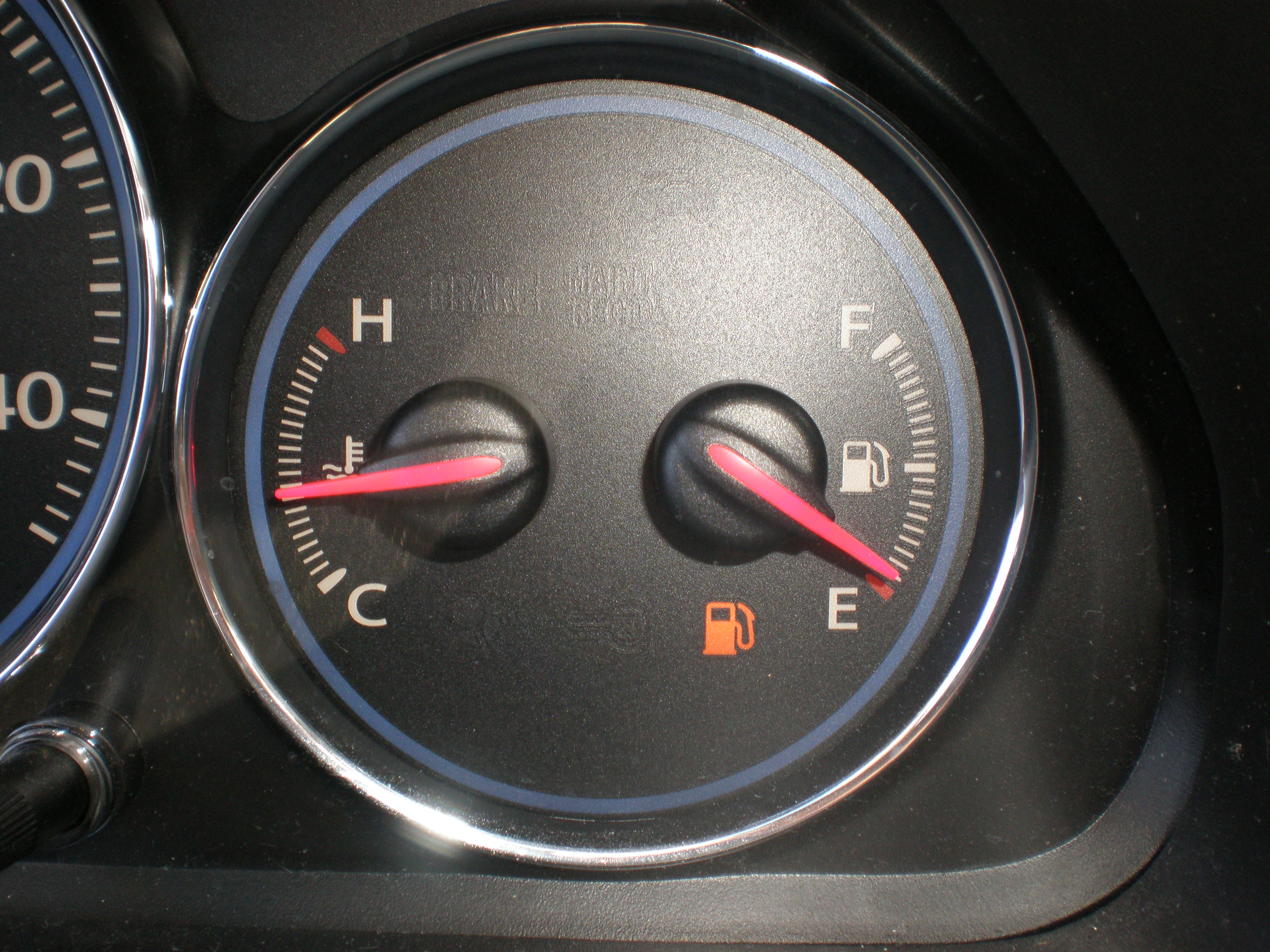
2003年式ホンダ・シビックの燃料計。タンク内の燃料が減少し、燃料残量警告表示灯がオレンジ色に点灯している

燃料計（ねんりょうけい、英: fuel gauge、フューエルメーター、フューエルゲージ）は、機器において燃料の残量を指示する計器である。自動車やオートバイなどの燃料残量が重要な意味を持つ機器に装備され、操作者が現在の燃料残量を把握するのに用いられる。また、地下貯蔵タンクを含むあらゆるタンクにも使用される場合がある。

## 自動車用

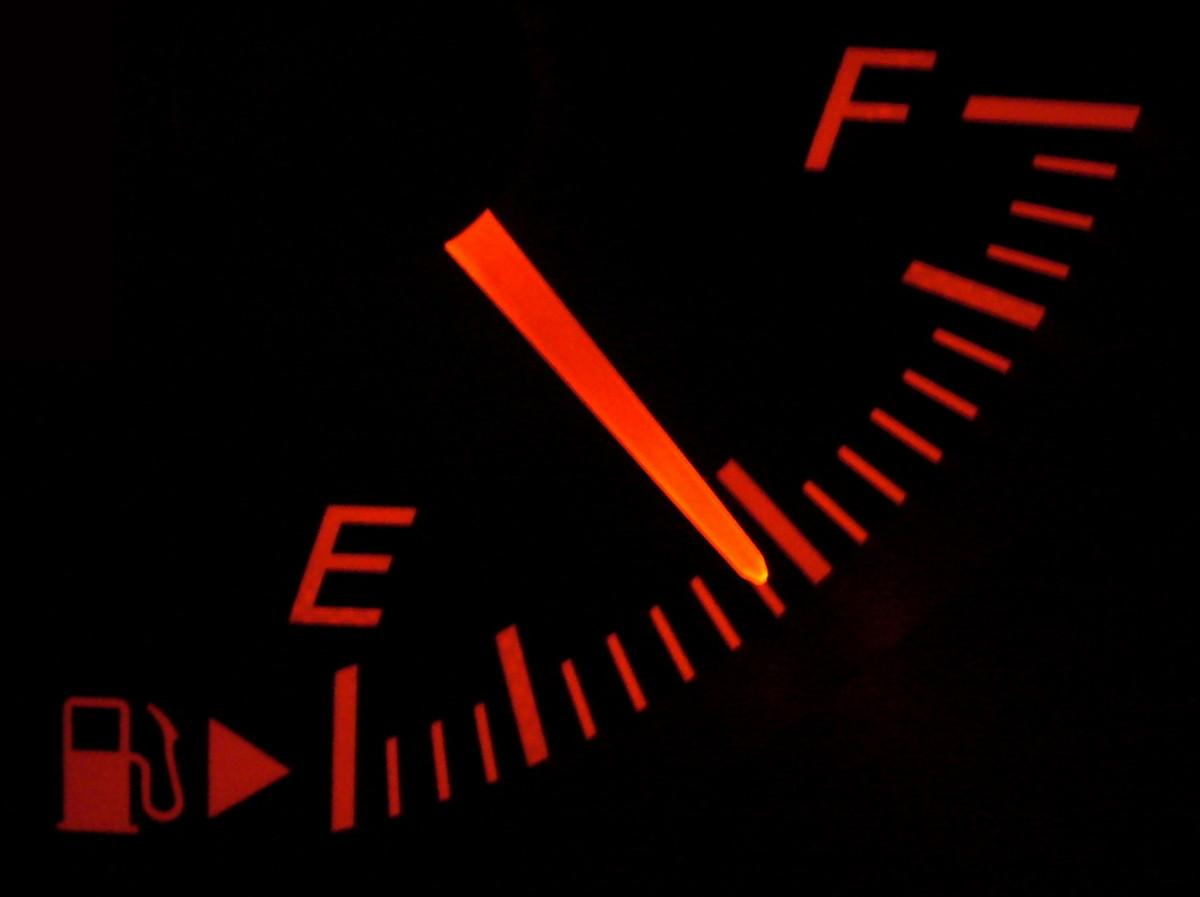
給油口の位置を示す三角マークが描かれた燃料計。この場合、車体の右側面に給油口があることを示している

エンジンにとって、燃料残量はその車両の航続可能な残り距離を左右する重要な要素である。燃料残量を把握しないまま走行を続けると、燃料切れ（ガス欠）で自走不能な状態に陥ったり、最悪の場合は空燃比の極端な変化によりエンジンが破損する場合もある。
機構上の理由により、文字盤には「満杯」(Full)を示す「F」と、「空」(Empty)を示す「E」以外の文字は記載しない場合が多い。燃料計の中には、燃料残量が残り少なくなると専用の警告表示灯が点灯してドライバーに速やかな給油を促すものもある。
燃料計を示すマークとして、古くからガソリンスタンドの給油機を図柄化したマークが用いられている。近年はこの給油機のマークの近辺に三角形のマークが付加され、その車両の燃料タンクの給油口の方向を示している。例えば、ドライバーから見て左向きの三角形が付加されている場合は車体の左側面に給油口が設けられていることを示す。
一方で、キャブレター式のオートバイなど、タンクからの燃料供給が自然落下による機械では燃料計を搭載しないものが数多く存在する。オートバイのなかでも電子制御式燃料噴射装置を装備した車両が増え、従来のキャブレター仕様では燃料計を備えていなかった車種であっても、モデルチェンジで燃料噴射仕様へ変更されると燃料計を追加される場合が多い。オートバイの中でもスクーターなどは車体の低い位置に燃料タンクが配置され、電気式の燃料ポンプによって燃料供給を行う車種では古くから燃料計が搭載されているものが多かった。

### 歴史
自動車やオートバイの創成期においては、計器はほとんど装備されずドライバーの五感からの情報に頼った運転がされていた。燃料残量についても同じで、ドライバーは燃料タンクの蓋に備えられた固定式のレベルゲージを確かめて、予め出発前に燃料を補給しておくなどの対策が必要であった。
その後、モータリゼーションの発達で大規模国道や高速道路が整備され、ガソリンスタンドが各都市の随所に開設されるようになると、自動車やオートバイでも遠出をする機会が増え、燃料タンク内の残り燃料から航続可能な残り距離をドライバーが常時把握しておく必要が生まれた。
その結果、まずオートバイに燃料タンク直付けの燃料計が装備されるようになった。これは燃料タンク内にフロートを浮かべておき、フロートの浮き沈み量を機械的にゲージに直接示す事で、燃料タンク内に大体どの程度燃料が残っているのかをライダーに知らせる物であった。その後、自動車の燃料タンクにも同様の機構で燃料残量を示す機械式の燃料計が搭載されるようになった。こうしたタイプの燃料計は構造が単純なため、現在でも燃料キャップと一体化された形で、小排気量のビジネスタイプのオートバイや、発電機を始めとする小型内燃機関を搭載した建設機械などに採用されている。
1960年代以降になると、電気式燃料計が開発される。電気式燃料計はフロートの上下量を可変抵抗を介して抵抗値に変換し、その抵抗値から指針を上下させる方式である。原理的には機械式とほぼ同じであるが、車体の揺れや傾きによる表記の変化量が機械式に比べて緩やかなため、現在では燃料計のほぼ大多数がこの形式を採用している。
1980年代になると、センサー部分は電気式と同じ構造だが、メーター部分をデジタル表示としたデジタル燃料計が登場する。デジタル燃料計はその他のデジタルメーターとは異なり、液晶表示計などに置き換えられた形で現在でも低価格の車両を中心に幅広い車種で用いられている。

### 構造
現在使用されている燃料計は、大きく分けて機械式と電気式に分類される。両者の大きな違いは、燃料タンク内に備えられたフロートの上下量を機械的式に読み取るか、電気的に読み取るかである。メーターとしての基本的な概念が、「いかに早期にドライバーに給油を促すか」というフェイルセーフによるものであるため、どの形式も正確な残量の表示を行うものではない。

#### 機械式燃料計
機械式燃料計は、燃料タンク内に備えられたフロートの上下量を機械的に直接メーターに表示する方式である。小型化が容易な形式であり、現在でも燃料キャップと一体化した形式のものが一部のオートバイや可搬式の内燃機械に用いられ、タンクに内蔵されたタイプの物が固定式内燃機械や灯油タンクなどに用いられ続けているが、フロートの上下量がそのままメーター表記に反映されるため、機器の傾きや上下振動などでフロートが激しく動いた場合、メーター表記が急激に変動しやすい欠点があった。
そのため、オートバイなどでは運動性能の向上により車体のバンク角度が大きくなってくると、従来の機械式燃料計では走行中の燃料表記を正確に把握し続ける事が困難になったため、トリップメーターの普及とともに燃費計算による航続距離の逆算法が主流となってくると、機械式の燃料計は次第に廃れていった。自動車においては、燃料タンクの搭載位置が黎明期の車種のようにエンジン直上に配置され、キャブレターに自然流下する形式が少なくなると、機械式の燃料計はフロートとメーター間を機械的に結合する手法が採りにくくなり、電気式のフロートの登場とともに廃れた。

#### 電気式燃料計
電気式燃料計は燃料タンク内に備えられたフロートの上下量を可変抵抗（ポテンショメータ）により抵抗値に変換し、抵抗値の上下動によって電気式メーターに燃料残量を表示する方式である。
基本理論は機械式とほぼ同一であるが、機器の傾きや上下振動などでフロートが激しく動いた場合のメーター表記の変化が緩やかで、機械式燃料計のようにメーターとタンク間のワイヤー結合により燃料タンク搭載位置が左右されることも無いため、現在の燃料計のほぼ大多数がこの形式を採用している。ただし、フロートの上下量により指針を表示する関係上、燃料タンクに厳密に何リットル燃料が残っているのかを正確に判断することは極めて困難であるため、この形式の燃料計の表示板に残り燃料を数値的に示した物は現在でもほとんど存在しない。
フロートの上下量を単純に指針に示すだけの装置のため、燃料を給油した際に指針が「F」を振り切る車種や、「E」まで指針が下がった後にもタンク内にまだ10リットル程度の燃料が残っている車種も存在する。このため、残り燃料を出来るだけ正確に把握したい場合にはオートバイ同様に平均燃費と燃料タンク総量から航続可能な距離を逆算する必要がある。
電気式燃料計の中には、燃料残量警告表示灯を備えた物が存在する。これはフロートの抵抗値が一定以下もしくは以上になった場合に警告灯を表示するタイプと、燃料計用のフロートとは別に警告表示灯用のフロートを搭載し、フロートが一定以上下がった場合にスイッチが導通して警告灯を表示するタイプに大別できる。前者の場合はフロートを燃料計と共有する関係上、坂道などで車体が傾くと警告灯が点灯し、水平になると消灯する場合がある。また、警告灯表示時点で何リットル燃料が残っているのか厳密には規定されていないため、僅かでも警告灯が点灯した場合には出来るだけ速やかに給油をすることが望ましい。
現在でも利用され続けている機構ではあるが、燃料タンク内に電気が通電するフロートを置く関係上、極僅かではあるがフロートからの漏電による引火・爆発のリスクが伴っている。そのため、より高い信頼性が求められる機器の燃料タンクではこの機構は用いられない。

#### デジタル燃料計
デジタル燃料計は、燃料計の表示部分によるバリエーションのひとつである。メーターのデジタル化は、1970年代にスピードメーターを初めとするほとんどの計器で始まったが、スピードメーターなどで採用されたセグメント表示器を使用した数値表示方式は燃料計には適しておらず、デジタル燃料計にはデジタルタコメーターと同様にLEDをバー状、あるいはグラフ状に並べて順番に点灯させ、バーが伸び縮みして表示されるバーグラフ式が採用された。
燃料残量は短時間に大きく数値が変化することが無く、バーグラフ表示への置き換えが比較的楽であったことや、指針式の燃料計はメーターパネル内で比較的大きなスペースを要求するのに対して、デジタル燃料計は極めてコンパクトに配置できるため、現在では軽自動車等の低価格車両や、オートバイなどのメーターパネルの大きさに制約がある車種を中心に、液晶によるデジタルオドメーターなどと一体化された形で採用が進んでいる。

### 装備としての燃料計
燃料計は他の計器類と異なり、比較的早い段階からほぼ全ての自動車への純正採用が進んでいった。これはトリップメーターなどの距離積算計すら存在しなかった時代には、自動車や二輪車の使用状況によっては、燃料の欠乏による自走不能が、そのまま遭難などの搭乗者の生命の危機に繋がる重大な事故を招く危険性が高かったためである。
しかし、燃料タンク内のフロートを使用してメーターに表示する形式が長い間変わらなかったことから、「燃料タンクに残り何リットル燃料が残っているのか」を正確に把握する事は現在でも極めて困難なままとなっている。また、機械式にせよ電気式にせよ燃料タンク内にフロートを備えることが必須であるため、一部の燃料キャップ一体式燃料計を除いて、元々燃料計を備えていない車種に後付けで付加することはかなり難しい。
安全性などの観点から、タコメーターのようにコスト削減を目的として省略されることは非常に少ない装備であるが、トリップメーターと平均燃費による逆算法を熟知した操縦者であれば、必ずしも燃料計だけを頼りに走行する必要性は無いなど、相反する要素を備えた装備である。
そのためか、燃料計は法律上必要な装備とはされておらず、燃料計を排除したり、故障により動作しない状態であっても整備不良となることはなく、車検にも影響はない。

## 地下貯蔵タンクの燃料計
自動車用の電気式燃料計と同じ作動原理の電気フロート式を用いるか、電気式圧力センサーか水銀圧力計によりタンク内の燃料レベルの表示を行う。

## 航空機の燃料計
航空機の燃料計は原則として残り数量を正確に表示する必要性があることから、自動車とは全く異なる構造の燃料計が用いられる。航空機の燃料タンク内には複数の低電圧コンデンサが内蔵されており、燃料に浸される事でそのコンデンサに電荷が蓄えられる。エアバスA320の場合、燃料タンク内に約30個のコンデンサが内蔵されており、電荷が蓄えられたコンデンサの数を燃料コンピュータが計算する事で残り数量の正確な表示が可能となるのである。
この形式の場合、その航空機が反転・背面飛行などを行った場合でも燃料の移動によって残り数量の変化が起こらないように、燃料タンクの残り燃料とタンク角度によってコンデンサがどのような電荷の変化を示すのか、あらゆる条件でテストが行われ、燃料コンピュータに補正プログラムとして内蔵されているため、現在ではどのような条件下でも99%以上正確な数量が表示できるようになっている。